# Maria Stella de Novaes
Maria Stella de Novaes ou Maria Stella de Novais (Campos de Goytacazes, 18 de agosto de 1894 - Vitória, 1981) foi feminista, bióloga, romancista, poetisa, tendo contribuído para o registro da história e do folclore capixaba.

## Vida e formação
Sua mãe, Maria Sousa de Novais Melo, ao ficar viúva de Manuel Leite de Novais de Melo, muda-se com os dois filhos para Cachoeiro de Itapemirim, no Espírito Santo. A mudança familiar facilitou e impulsionou o acesso aos estudos de Maria Stella, como pintura, desenho, piano e violino, desenvolvendo grande apreço pela botânica e pelos moluscos. Frequentou cursos de férias promovidos pelo Jardim Botânico e Museu Nacional, tendo estudado Pedagogia, Psicologia, Ciências e História Nacional. Em 1923, prestou concurso para as cadeiras de Física e Química na Escola Normal D. Pedro II, no Espírito Santo. Dois anos depois, assume também a cadeira de História Natural no Ginásio do Estado do Espírito Santo.
Na década de 1930, passa a construir um orquidário próprio, ao qual se dedica intensamente após a aposentadoria, em 1936. Interessado nas pesquisas desenvolvidas por Maria Stella, o diretor do Instituto de Botânica de São Paulo, F. C. Hoehne manteve correspondência com a autora até 1950. Ela também se correspondia com Noemy Vale Rocha, escritora gaúcha, e juntas publicaram a revista Atenéia, da Academia Literária Feminina do Rio Grande do Sul.
Sua atuação como feminista se deu ao lado da também bióloga Bertha Lutz, defendendo o divórcio e o direito da mulher ao voto. Era representante da filial capixaba da Federação Brasileira pelo Progresso Feminino.
Em 1944, ingressa no Instituto Histórico e Geográfico do Espírito Santo. Além desse, participou de várias associações e organizações, como o Instituto Histórico e Geográfico de Niterói, Instituto Genealógico Brasileiro, Pen Club do Brasil, Sociedade Brasileira de Folclore, Academia Capixaba dos Novos, Casa de Juvenal Galeno, Associação de Intercâmbio Cultural, Sociedade Bandeirante de Orquídeas. No exterior, participou da Confraternização Universal Balzacienne, em Montevidéu.
Em 1949, Maria Stella também foi uma das fundadoras da Academia Feminina Espírito-Santense de Letras, sendo patrona da cadeira 4. A entidade, criada pela própria Academia Espírito-Santense de Letras, alegava evitar "[...] tolher o direito da mulher de se organizar em uma agremiação sua, para destaque de seus valores", segundo o acadêmico Colares Júnior. Não concordando com tal afirmação, Judith Leão Castello Ribeiro mencionou as punições sociais, como na obra As Sabichonas, a qual ridiculariza o fato de a mulher tentar transpor os umbrais do templo dos imortais.
Com extensa publicação dedicada à botânica, ao folclore, à elaboração da história e de biografias, destacam-se da escrita literária de Novais as obras Relicário de um Povo (poesia), Saudades (poesia) e Sol de Itapemirim (romance autobiográfico).

## Arquivo Pessoal
O Arquivo Público do Estado do Espírito Santo possui o fundo Maria Stella de Novaes, doado pela família.
As últimas entrevistas de Maria Stella de Novaes estão transcritas no Instituto Jones dos Santos Neves. O último registro é de 11 de maio de 1981.

## Prêmios
- 1936 (recebido em 1949) - Prêmio Cidade da Vitória, Prefeitura do Espírito Santo[1]
- 1956 - Prêmio José Verissimo da Academia Brasileira de Letras[1]
- 1962 - Prêmio Concurso Literário e Científico da Assembleia Legislativa do Espírito Santo, com a obra A escravidão e a Abolição no Espírito Santo[9]
- Recebeu distinção da Ordem de los insignidos de América[1]
- Prêmio do Governo da Itália pelo livro Os italianos e seus descendentes do Espírito Santo[1]

## Algumas Obras
- Álbum ou Catálogo Ilustrado das Orquídeas do Espírito Santo
- Orquídeas do Espírito Santo, 1936.
- Orquídeas e Reflorestamento, 1942.
- Da Natureza ao Folclore do Estado do Espírito Santo. Vitória: Imprensa Oficial, 1944.
- Botânica e Folclore na Terra Capixaba. Vitória, 1944.
- "Atenéia - Revista da Academia Literária Feminina do Rio Grande do Sul" (1949-1973).
- Orquidário Científico, 1950.
- A Mulher na História do Espírito Santo, 1950.
- Relicário de um Povo, 1954.
- A Escravidão e a Abolição no Espírito Santo, 1963.
- História do Espírito Santo, 1965.
- Saudades, 1977.
- Sol de Itapemirim, 1977.
- Os italianos e seus descendentes do Espírito Santo, 1979.